# Thần Sa
Thần Sa là một xã nằm ở phía đông của tỉnh Thái Nguyên, Việt Nam.

## Địa lý
Xã Thần Sa có vị trí địa lý:
- Phía đông giáp xã Nghinh Tường và xã Sảng Mộc
- Phía tây giáp xã Chợ Mới và xã Văn Lăng
- Phía nam giáp xã Quang Sơn và xã La Hiên
- Phía bắc giáp xã Yên Bình và xã Sảng Mộc

Xã Thần Sa có diện tích 146,08 km², dân số năm 2025 là 6.010 người. Khu vực được định hướng tập trung phát triển kinh tế rừng, du lịch sinh thái và phát triển khai thác vàng. Thần Sa có những thắng cảnh như thác Mưa Rơi, khu di tích người cổ đại Mái Đá Ngườm.

## Lịch sử
Khu di tích Thần Sa nằm trọn trên địa bàn xã Thần Sa. Đặc trưng địa hình là những dãy núi đá vôi dày đặc thuộc phần cuối của dãy núi Bắc Sơn và những dải thung lũng hẹp dọc theo bờ sông Thần Sa. Tại khu di tích này đã phát hiện một nền khảo cổ học Thần Sa gắn liền với thời đại đồ đá cũ có niên đại trên dưới 3 vạn năm lần đầu tiên tìm được ở Đông Nam Á, thu hút sự chú ý của các nhà khoa học trong nước và thế giới.
Tháng 6 năm 2025, xã Thần Sa được thành lập trên cơ sở nhập toàn bộ diện tích tự nhiên, quy mô dân số của xã Thần Sa (diện tích tự nhiên là 102,24 km²; dân số là 3.049 người) và xã Thượng Nung (diện tích tự nhiên là 43,84 km²; dân số là 2.961 người) của huyện Võ Nhai. Trụ sở làm việc của xã nằm tại xã Thần Sa cũ.

## Hành chính
Đến năm 2009, xã Thần Sa được chia thành chín xóm: Trung Sơn, Kim Sơn, Hạ Sơn Tày, Hạ Sơn Dao, Xuyên Sơn, Ngọc Sơn 1, Ngọc Sơn 2, Tân Kim, Thượng Kim. Xã Thượng Nung được chia thành 7 xóm: Tân Thành, Trung Thành, Lục Thành, An Thành, Lũng Hoài, Lũng Cà, Lũng Luông.

## Kinh tế
Thần Sa là một xã có địa hình hiểm trở và giao thông khó khăn, xã nằm trong chương trình 135 của chính phủ Việt Nam.
Trong những thập niên cuối của thế kỷ 20, Thần Sa có các bãi vàng “thổ phỉ” tự phát với hàng vạn người, hàng nghìn phương tiện máy móc hoạt động ngày đêm, đào xới vùng đất trong thung lũng rộng vài chục ha, tạo ra địa hình nham nhở với các hang hầm.
Ngoài ra, xã Thần Sa cũng nằm thuộc về Khu bảo tồn thiên nhiên Thần Sa - Phượng Hoàng với tổng diện tích hơn 17.000 ha rừng, đây là khu vực hiện còn nhiều loại gỗ quý hiếm như nghiến, trai, lý, sến... với trữ lượng khá lớn.